# Ophrestia
Genre
Ophrestia est un genre de plantes à fleurs dicotylédones de la famille des Fabaceae, sous-famille des Faboideae, originaire des régions tropicales d'Afrique et d'Asie, qui compte quinze espèces acceptées.

## Liste d'espèces
Selon The Plant List (6 octobre 2018) :
- Ophrestia antsingyensis Du Puy & Labat
- Ophrestia digitata (Harms) Verdc.
- Ophrestia hedysaroides (Willd.) Verdc.
- Ophrestia humbertii Du Puy & Labat
- Ophrestia laotica (Gagnep.) Verdc.
- Ophrestia lyallii (Benth.) Verdc.
- Ophrestia madagascariensis (F.J.Herm.) Verdc.
- Ophrestia oblongifolia (E.Mey.) H.M.L.Forbes
- Ophrestia pentaphylla (Dalzell) Verdc.
- Ophrestia pinnata (Merr.) Verdc.
- Ophrestia radicosa (A.Rich.) Verdc.
- Ophrestia torrei Verdc.
- Ophrestia unicostata (F.J.Herm.) Verdc.
- Ophrestia unifoliolata (Baker f.) Verdc.
- Ophrestia upembae (Hauman) Verdc.